# جبل كمرون
جبل كمرون هو بركان نشط في الكمرون قرب خليج غينيا. يطلق عليه أيضا اسم فاكو (بالإنجليزية: Fako)‏ و هو اسم أعلى قمتَيه، واسم مونغو ما نديمي (بالإنجليزية: Mongo ma Ndemi)‏ باللغة الأصلية للمنطقة ويعني «جبل العَضَمة».

## الموقع، ثورات حديثة
الجبل جزء من منطقة نشاط بركاني تعرف بخط كمرون البركاني الذي يضم بحيرة نيوس حيث حدثت كارثة سنة 1986. آخر ثورات للبركان حدثت يوم 28 مارس 1999 و 28 مايو 2000.